# David Zobel
David Zobel (Starnberg, 11 giugno 1996) è un biatleta tedesco.

## Biografia
Zobel ai Mondiali juniores di Cheile Grădiștei 2016 ha vinto la medaglia d'argento nella staffetta e quella di bronzo nella sprint e l'anno dopo nella rassegna iridata giovanile di Brezno-Osrblie 2017 ha conquistato la medaglia di bronzo nella staffetta; in Coppa del Mondo ha esordito il 19 marzo 2021 a Östersund in sprint (52º) e ha ottenuto il primo podio il 23 gennaio 2022 ad Anterselva in staffetta (3º). Ai Mondiali di Oberhof 2023, sua prima presenza iridata, si è classificato 35º nella sprint, 41º nell'inseguimento e 73º nell'individuale e a quelli di Lenzerheide 2025 si è piazzato 28º nell'individuale; non ha preso parte a rassegne olimpiche.

## Palmarès

### Mondiali juniores
- 3 medaglie:
  - 1 argento (staffetta a Cheile Grădiștei 2016)
  - 2 bronzi (sprint a Cheile Grădiștei 2016; staffetta a Brezno-Osrblie 2017)

### Coppa del Mondo
- Miglior piazzamento in classifica generale: 24º nel 2023
- 6 podi (1 individuale, 5 a squadre):
  - 1 secondo posto (a squadre)
  - 5 terzi posti (1 individuale, 4 a squadre)